# Cincturorhynchus ruber
Cincturorhynchus ruber är en plattmaskart som beskrevs av Evdonin 1970. Cincturorhynchus ruber ingår i släktet Cincturorhynchus och familjen Polycystididae. Inga underarter finns listade i Catalogue of Life.